# Luray (França)
Luray é uma comuna francesa na região administrativa do Centro, no departamento Eure-et-Loir. Estende-se por uma área de 4,46 km². Em 2010 a comuna tinha 1 553 habitantes (densidade: 348,2 hab./km²).